# PAL-V One
PAL-V One je létající automobil se schopností STOL zkonstruovaný nizozemskou firmou PAL-V Europe NV. Vozidlo se ve vzduchu pohybuje jako vírník (autogyra), je vybaveno tlačnou vrtulí v zadní části karoserie zajišťující dopředný tah a rotorem, který během letu vytváří vztlak. Název PAL-V je akronym, znamená „Personal Air and Land Vehicle“ (česky osobní vzdušné a pozemní vozidlo).

## Vývoj a konstrukce
Nizozemská společnost PAL-V Europe NV dokončila pozemní zkoušky prototypu v roce 2009. Dvoumístné vozidlo je opatřeno 3 koly, jedním vepředu a dvěma vzadu. Je poháněno benzínovým motorem Mistral, k dispozici budou i motory na bionaftu nebo bioetanol. PAL-V zvládne akcelerovat z 0 na 100 km/h za méně než 8 sekund a dosáhne na silnici maximální rychlosti 180 km/h. Při konverzi na létající prostředek je nutno zastavit, není možné tuto přeměnu uskutečnit za jízdy. Vysune se ocasní nosník a rozloží nosný rotor. Tato operace nezabere více než 10 minut. Hned po nastartování motoru se ze zadní části trupu vysune a rozloží tlačná vrtule, která zajišťuje dopředný tah. Při přeměně z vírníku na vozidlo je proces obrácený.
PAL-V potřebuje pro vzlet plochu dlouhou min. 165 metrů, může být zpevněná nebo travnatá. Přistávací dráha je výrazně kratší, stačí min. 30 metrů. Ve vzduchu dosáhne stroj maximální rychlosti rovněž 180 km/h. Pro horizontální let je nutné udržovat rychlost minimálně na 50 km/h. Dolet záleží na mnoha faktorech, např. na přepravovaném nákladu, povětrnostních podmínkách, verzi stroje atd. Pohybuje se v rozmezí 350–500 km. Jelikož je PAL-V všeobecně určen pro let do 1 200 m (VFR - Visual flight rules, let podle vidění), v mnoha zemích může vzlétnout bez letového plánu.
Hlavní rotor není poháněn motorem, při letu vytváří vztlak díky působení aerodynamických sil. Jelikož má PAL-V pomalejší rotaci nosného rotoru než vrtulník, je tišší. V případě selhání motoru pohánějícího tlačnou vrtuli je možno bezpečně přistát, dokud si rotor udržuje autorotaci.
Společnost vyvinula také 3D simulátor k nácviku vzletu, přistání, letových manévrů a dokonce i jízdy na pozemních komunikacích.

## Specifikace

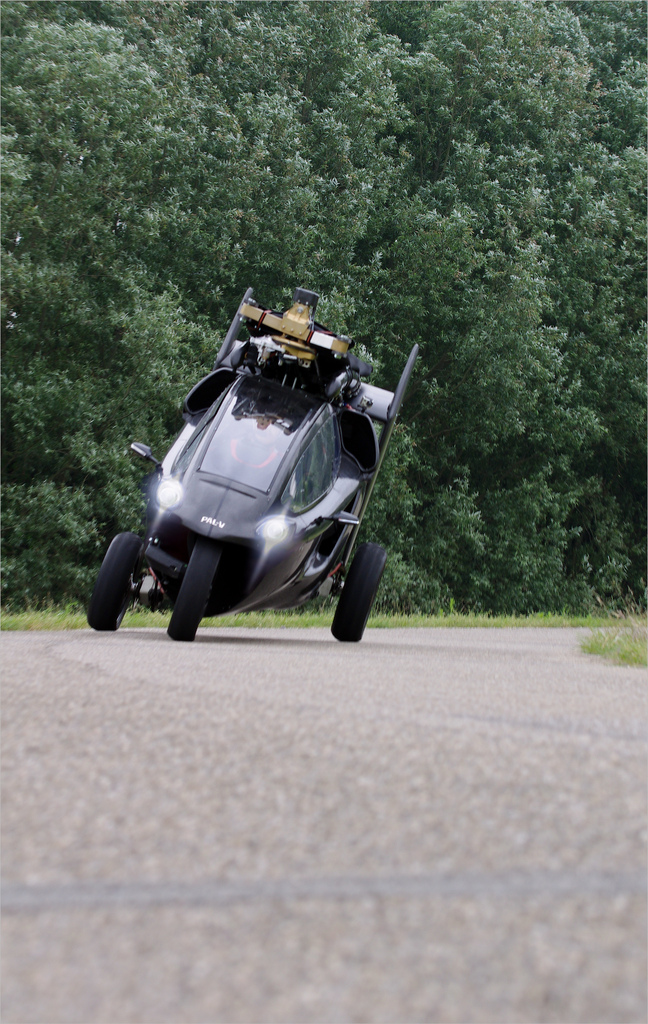
PAL-V One na silnici

Data z:

### Technické údaje
- Posádka: 1
- Kapacita: 1 pasažér
- Délka: 4,0 m (v pozemním módu)
- Šířka: 1,6 m (v pozemním módu)
- Výška: 1,6 m (v pozemním módu)
- Průměr nosného rotoru: ? m
- Průměr tlačné vrtule: ? m
- Prázdná hmotnost:[pozn. 1] 680 kg
- Vzletová hmotnost: 910 kg
- Pohon: motor Mistral, 148 kW
- Spotřeba paliva: 8,3 l/100 km (na zemi), 36 l/h (během letu)
- Palivo: benzín, později i bionafta nebo bioetanol
- Zrychlení z 0 na 100 km/h: < 8 s
- Minimální vzletová dráha: 165 m
- Minimální přistávací dráha: 30 m
- Konverze automobil / letadlo: částečně automatizováno, cca 10 min[pozn. 2][6]
- Konverze letadlo / automobil: částečně automatizováno, cca 10 min[pozn. 2][6]

### Výkony
- Maximální rychlost: 160 km/h (na zemi), 180 km/h (v letu)
- Minimální letová rychlost: 50 km/h
- Dosah/dolet: 1 200 km na zemi, 400–500 km ve vzduchu (dle verze)
- Dynamický dostup: ? m
- Stoupavost: ? m/s